# Manufacturas Colomer Hermanos

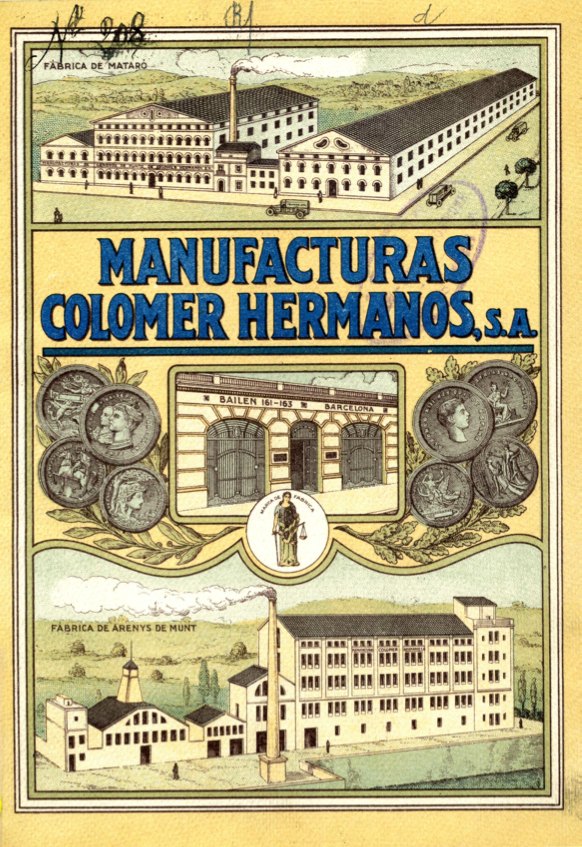
Manufacturas Colomer Hermanos, S.A.

Manufacturas Colomer Hermanos, S.A. fue una empresa española.

## Historia
Narcís Colomer Filvà, junto con sus hijos, en el año 1880 funda la empresa con el nombre de Narcís Colomer i Fills. Hasta 1888 tiene su sede social en la calle Sant Pere Més Alt, número 63, de Barcelona. El mismo año instala su fábrica en Mataró, en la calle del Prat, número 12, en un edificio construido a mediados del siglo XIX y ampliado en el siglo XX, manteniendo la sede social en Barcelona.
Entre los años 1885 y 1890 encontramos como socio J Wild o Carlos de Wildt - probablemente alemán o flamenco-, y la empresa pasa a llamarse Colomer i Fills i de Wildt; se constituye en sociedad regular colectiva 1890 y en sociedad en comandita a partir de 1902. Al formar la sociedad en comandita, se incorporan como nuevos socios, con aportación de capital, Jaume Recoder, Miquel Alba -propietario de fincas en Barcelona- y un banquero de Mataró. Este incremento de capital permite la expansión a nuevos mercados de América Latina.
En 1885 Narciso Colomer adquiere maquinaria alemana, que monta Gustau Gnauck, técnico de una empresa constructora instalada en Chemnitz. Sin duda, el señor Gnauck se desplaza más de una vez en Mataró para instalar las máquinas que los fabricantes compran, y así en el año 1890 abre el primer taller de construcción de maquinaria para género de punto en Cataluña, a la ciudad de Tarrasa, y a finales del mismo año viene a Mataró.
En 1916 la empresa habilita un segundo edificio, construido en 1834, en la calle del Prat, número 2, esquina con la calle de San Ramón, parece que ocupado por la fábrica Xarau y, posteriormente, en 1881, por Guinovart y Cía. El edificio es ampliado en el año 1926, según planos firmados por Tomás Colomer y Volart, representante de la empresa, y el arquitecto Gaietano Cabañes, autor del proyecto de ampliación.
Una información aparecida en El Mercurio 1916, habla de una plantilla de cuatrocientos trabajadores, trescientas máquinas, una producción anual de cien mil pares de medias y calcetines y una superficie total, entre los dos edificios, de seis mil metros cuadrados. El mismo año abre tienda y almacén en la calle de la Boqueria, 7 de Barcelona, y se trasladan más tarde en la calle de Bailén, número 161.
La fábrica estaba equipada con una máquina de vapor de cuatro caballos, construida por Alexandre Hermanos de Barcelona, e incorporó la electricidad con una dinamo, construida en los talleres de Francisco Vivó, también de Barcelona. Tenía maquinaria alemana -Cotton y rectilíneas- y remalloses inglesas.
Durante los años veinte del siglo XX inician en Arenys de Munt la construcción de un edificio de planta baja y cuatro pisos, obra del constructor Andrés Roca, de la misma localidad, con la intención de instalar un complejo industrial de gran magnitud. En el año 1927, con el edificio prácticamente terminado, se paralizan las obras debido a la muerte del señor José Colomer, principal impulsor de Manufacturas Colomer Hermanos, SA en Arenys de Munt.
Precisamente, en el mes de febrero del mismo año, la empresa ya se había constituido en sociedad anónima, con domicilio social en la calle Roger de Lauria, número 28 de Barcelona, y un capital totalmente desembolsado de 5.015.000 pesetas.
En la fábrica se hacían productos de gran calidad. Y así dice la Revista Hispano-Americana Ilustrada "se dedican a producir géneros finos y elegantes. Sus medias y calcetines sin costura son confeccionados con tal perfección que difícilmente podremos encontrar a alguien que lo iguale en España y quien los supere en el extranjero".
En los años sesenta llegan a cotizar en la Bolsa de Barcelona. Poco después pasan a estar bajo control del grupo Muñoz Fabril, SA.

## Otros datos de interés
- En 1888 la empresa obtuvo medalla de plata en la Exposición Universal de Barcelona, los años 1897 y 1898 diploma de honor a la Exposición de Industrias Nacionales de Madrid, en 1900 medalla de plata en la Exposición Universal de París y en 1910 de oro en la Exposición Universal de Bruselas.

- En fecha 8 de abril de 1904, al pasar por Mataró en tren el rey Alfonso XIII, en breve parada en la antigua estación del frente de la calle de San Agustín, además de un ramo de flores fue obsequiado con un lote de medias y calcetines de seda de Colomer Hermanos, S. en C., que, junto con la Confitería Oms, ostentaban el título de Proveedor de la Real Casa, tal como dice la publicación el Pensament Marià.

- Uno de los propietarios de la empresa fue Josep Colomer Volart, diputado de la Mancomunidad de Cataluña por la Liga Regionalista .

## Denominaciones de la empresa
- 1880-1885 Narcís Colomer i Fills
- 1885-1890 Colomer i Fills, i de Wildt
- 1890-1902 Colomer Hermanos, Societat Regular Col·lectiva
- 1902-1927 Colomer Hermanos, Sociedad en Comandita
- 1927-1975 Manufacturas Colomer Hermanos, S. A.

## Consejo de Administración en 1929
- Francisco Colomer Volart, Presidente.
- Josep Colomer Comas, Secretario.
- Josep Colomer Volart, Vocal-Director Gerente (falleció el 18/04/1929).
- Narcís Colomer Volart, Vocal-Director Gerente-
- Miquel Parera de Partegás, Vocal.
- Josep Paluzie de Masmitjà Cuffí, Vocal-